# ويلسون بينيدا
ويلسون بينيدا (بالإسبانية: Wilson Pineda)‏ هو لاعب كرة قدم غواتيمالي، ولد في 25 سبتمبر 1993 في غواتيمالا. لعب مع نادي كوميونيكيشنس.

## وصلات خارجية
- ويلسون بينيدا على موقع قاعدة بيانات كرة القدم.إي يو (الإنجليزية)
- ويلسون بينيدا على موقع ناشيونال فوتبول تيمز (الإنجليزية)
- ويلسون بينيدا على موقع Soccerway.com (الإنجليزية)